# Alejandro Martinuccio
Alejandro Hernán Martinuccio (Buenos Aires, 16 dicembre 1987) è un allenatore di calcio ed ex calciatore argentino, di ruolo attaccante, tecnico in seconda del Dep. Maldonado.
È soprannominato El Negro.

## Caratteristiche tecniche
È una seconda punta che all'occorrenza può agire da trequartista.

## Carriera

### Club
Con il Peñarol, nella stagione 2010-2011, raggiunge la finale di Coppa Libertadores persa contro il Santos.
Il 20 luglio 2011 viene ufficializzato il suo passaggio in compartecipazione per 3,5 milioni di euro alla squadra brasiliana del Fluminense, con cui firma un contratto quadriennale ad 1,5 milioni di euro a stagione. Conclude i suoi primi mesi con 14 presenze ed un gol messo a segno in campionato contro l'Avaí il 22 settembre.
Nel novembre seguente è stato candidato a "calciatore sudamericano dell'anno".
Il 31 gennaio viene ceduto in prestito al Villarreal. Segna il suo primo gol in campionato il 4 marzo nella sconfitta esterna per 2-1 contro il Real Saragozza. Nel 2013 vince il campionato brasiliano con il Cruzeiro. Nel 2014 viene acquistato dal Coritiba.
Il 1º marzo 2016 viene ingaggiato dalla Chapecoense. Il successivo 28 novembre si salva dalla tragedia aerea che ha coinvolto la squadra, in quanto infortunato e quindi non in volo. Il 3 marzo 2017 viene licenziato, attraverso la rescissione contrattuale, a seguito di lamentele dello stesso giocatore per il suo scarso impiego, dichiarazioni non gradite dalla società.

## Palmarès

### Club

#### Competizioni nazionali
- Campionato brasiliano: 1

Cruzeiro: 2013

#### Competizioni statali
- Campionato Catarinense: 1

Chapecoense: 2016

#### Competizioni internazionali
- Coppa Sudamericana: 1

Chapecoense: 2016